# Horst Herper
Horst Herper (* 11. Juni 1936 in Echtz bei Düren) ist ein ehemaliger deutscher Boxer. Er gewann bei der Europameisterschaft der Amateure 1957 eine Bronzemedaille im Leichtgewicht.

## Werdegang
Horst Herper begann als Jugendlicher bei den Faustkämpfern (FK) Düren 1952 mit dem Boxen. Er entwickelte sich im Laufe der Jahre zu einem schlagstarken und technisch versierten Rechtsausleger. Von den FK Düren wechselte er später zu den FK Düsseldorf. Von Beruf war er Kraftfahrer. 
1956 kämpfte sich Horst Herper bei der deutschen Meisterschaft der Amateurboxer im Leichtgewicht bis in das Finale, in dem er allerdings gegen den Europameister von 1955 Harry Kurschat aus Berlin durch Abbruch in der 3. Runde verlor. Als deutscher Vizemeister nahm er im September 1956 im Leichtgewicht am gesamtdeutschen Olympiaausscheidungs-Turnier in Berlin (West und Ost) teil. Er siegte dort in seinem ersten Kampf über den DDR-Meister Wolfgang Labahn aus Schwerin nach Punkten, verlor aber im entscheidenden Finalkampf gegen Harry Kurschat, der deshalb bei den Olympischen Spielen in Melbourne an den Start gehen durfte und dort die Silbermedaille gewann. 
Im Mai 1957 vertrat Horst Herper die Farben der Bundesrepublik Deutschland bei der Europameisterschaft in Prag. Er siegte dort im Leichtgewicht über Iwan Angelow, Bulgarien und Istvan Kisfalvi aus Ungarn nach Punkten, unterlag aber im Halbfinale gegen Olli Mäki aus Finnland nach Punkten. Er gewann damit eine EM-Bronzemedaille. Im gleichen Jahr wurde er auch erstmals deutscher Meister im Leichtgewicht. Dabei besiegte er im Finale Dieter Johannpeter vom MBR Hamm, einer von zehn boxenden Brüdern, nach Punkten.
1958 fanden keine internationalen Meisterschaften statt. Horst Herper wurde aber in diesem Jahr zum zweiten Mal deutscher Meister im Leichtgewicht. Im Finale besiegte er dabei wieder Dieter Johannpeter nach Punkten. Im November 1958 kam er bei zwei Länderkämpfen gegen die Sowjetunion in Moskau zu bemerkenswerten Siegen über Gennadi Kakoschkin und Anatoli Lagetko. Im Februar 1959 besiegte er bei einem Länderkampf gegen Polen in Essen auch den Europameister von 1957 Kazimierz Paździor nach Punkten. Im Mai 1959 war er bei der Europameisterschaft in Luzern am Start. Er siegte dort im Leichtgewicht in seinem ersten Kampf über Pierre Tirlo aus Belgien durch Abbruch in der 1. Runde und in seinem zweiten Kampf über Gennadi Kakoschkin nach Punkten (4:1). Im Viertelfinale unterlag er wieder gegen Olli Mäki, womit er ausschied und auf den 5. Platz kam. Im November 1959 wurde mit einem Punktsieg über Wilhelm Bley aus Backnang dann zum dritten Mal deutscher Meister.
In den nächsten Jahren, in denen Horst Herper noch aktiv war, konnte er wegen häufiger Verletzungen nie mehr ganz an die Erfolge der Jahre 1956 bis 1959 anknüpfen. Im Juli 1960 vertrat er den DABV bei der gesamtdeutschen Olympiaausscheidung. Er kämpfte dabei im Halbweltergewicht und unterlag in Schwerin gegen Rühl vom SC Traktor Schwerin nach Punkten. Er verpasste damit erneut die Olympiateilnahme.
1962 gelang ihm in München bei einem Länderkampf gegen Polen noch ein bemerkenswerter Erfolg, als er im Leichtgewicht Jan Szczepanski nach Punkten besiegte.
Kurz danach beendete er seine Karriere ohne jemals Berufsboxer geworden zu sein.

## Internationale Erfolge
| Jahr | Platz | Wettbewerb   | Gewichtsklasse | Ergebnisse |
| 1957 | 3.    | EM in Prag   | Leicht         | nach Punktsiegen über Iwan Angelow, Bulgarien und Istvan Kisfalvi, Ungarn und einer Punktniederlage gegen Olli Mäki, Finnland                                      |
| 1959 | 5.    | EM in Luzern | Leicht         | nach einem Abbruch-Sieg in der 1. Runde über Pierre Tirlo, Belgien, einem Punktsieg über Gennadi Kakoschkin, Sowjetunion und einer Punktniederlage gegen Olli Mäki |

## Gesamtdeutsche Olympia-Ausscheidungs-Turniere
| Jahr | Platz | Gewichtsklasse | Ergebnisse                                                                                         |
| 1956 | 2.    | Leicht         | nach Punktsieg über Wolfgang Labahn, Schwerin/DDR und Punktniederlage gegen Harry Kurschat, Berlin |
| 1960 | 3.    | Halbwelter     | nach Punktniederlage gegen Rühl, Schwerin/DDR                                                      |

## Deutsche Meisterschaften (Bundesrepublik Deutschland)
| Jahr | Platz | Gewichtsklasse | Ergebnisse                                                                           |
| 1956 | 2.    | Leicht         | nach einer Abbruch-Niederlage in der 2. Runde im Finale gegen Harry Kurschat, Berlin |
| 1957 | 1.    | Leicht         | nach einem Punktsieg im Finale über Dieter Johannpeter, Hamm                         |
| 1958 | 1.    | Leicht         | nach einem Punktsieg im Finale über Dieter Johannpeter, Hamm                         |
| 1959 | 1.    | Leicht         | nach einem Punktsieg im Finale über Wilhelm Bley, Backnang                           |

## Länderkämpfe
| Jahr | Ort      | Begegnung                        | Gewichtsklasse | Ergebnis                                              |
| 1957 | Dortmund | BRD gegen Polen                  | Leicht         | Punktniederlage gegen Kazimierz Pazdzior              |
| 1957 | Hamburg  | BRD gegen Sowjetunion            | Leicht         | Techn. O.O.-Sieg in der 2. Runde über Nikolai Smirnow |
| 1958 | Helsinki | Finnland gegen BRD               | Leicht         | Punktniederlage gegen Olli Mäki                       |
| 1958 | San Remo | Italien gegen BRD                | Leicht         | Punktniederlage gegen Sabatti                         |
| 1958 | Moskau   | Sowjetunion gegen BRD            | Leicht         | Punktsieg über Gennadi Kakoschkin                     |
| 1958 | Moskau   | Sowjetunion gegen BRD            | Leicht         | Punktsieg über Anatoli Lagetko                        |
| 1959 | Essen    | BRD gegen Polen                  | Leicht         | Punktsieg über Kazimierz Pazdzior                     |
| 1959 | Berlin   | BRD gegen Frankreich             | Leicht         | Punktsieg über Roger Younsi                           |
| 1960 | Nantes   | Frankreich gegen BRD             | Halbwelter     | Punktsieg über Coletta                                |
| 1960 | Sofia    | Bulgarien gegen BRD              | Halbwelter     | Punktniederlage gegen A. Mitzew                       |
| 1962 | München  | BRD gegen Polen                  | Leicht         | Punktsieg über Jan Szczepański                        |
| 1962 | Köln     | BRD gegen Elfenbeinküste/Kamerun | Leicht         | Punktsieg über Billie                                 |
| 1962 | Bonn     | BRD gegen Sowjetunion            | Leicht         | Techn. K.O.-Niederlage 3. Runde gegen Boris Nikanorow |
| 1963 | Essen    | BRD gegen Frankreich             | Leicht         | Punktsieg über Cotot                                  |

Erläuterungen
- EM = Europameisterschaft
- Leichtgewicht, damals Gewichtsklasse bis 57 kg, Halbweltergewicht, bis 63,5 kg
- Rechtsausleger: Schlaghand ist die linke Hand